# Rhöndorf

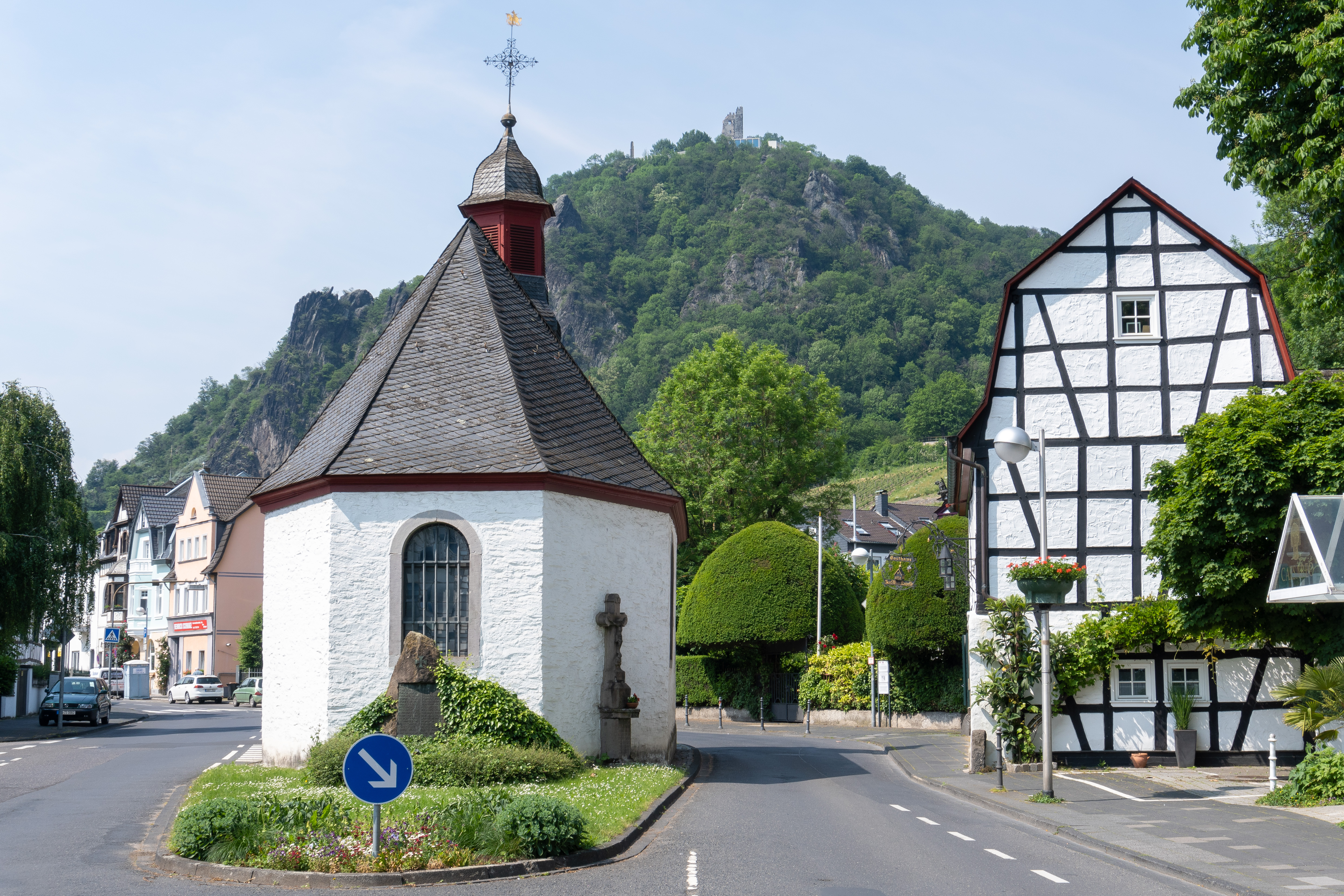
Kapelle in Rhöndorf

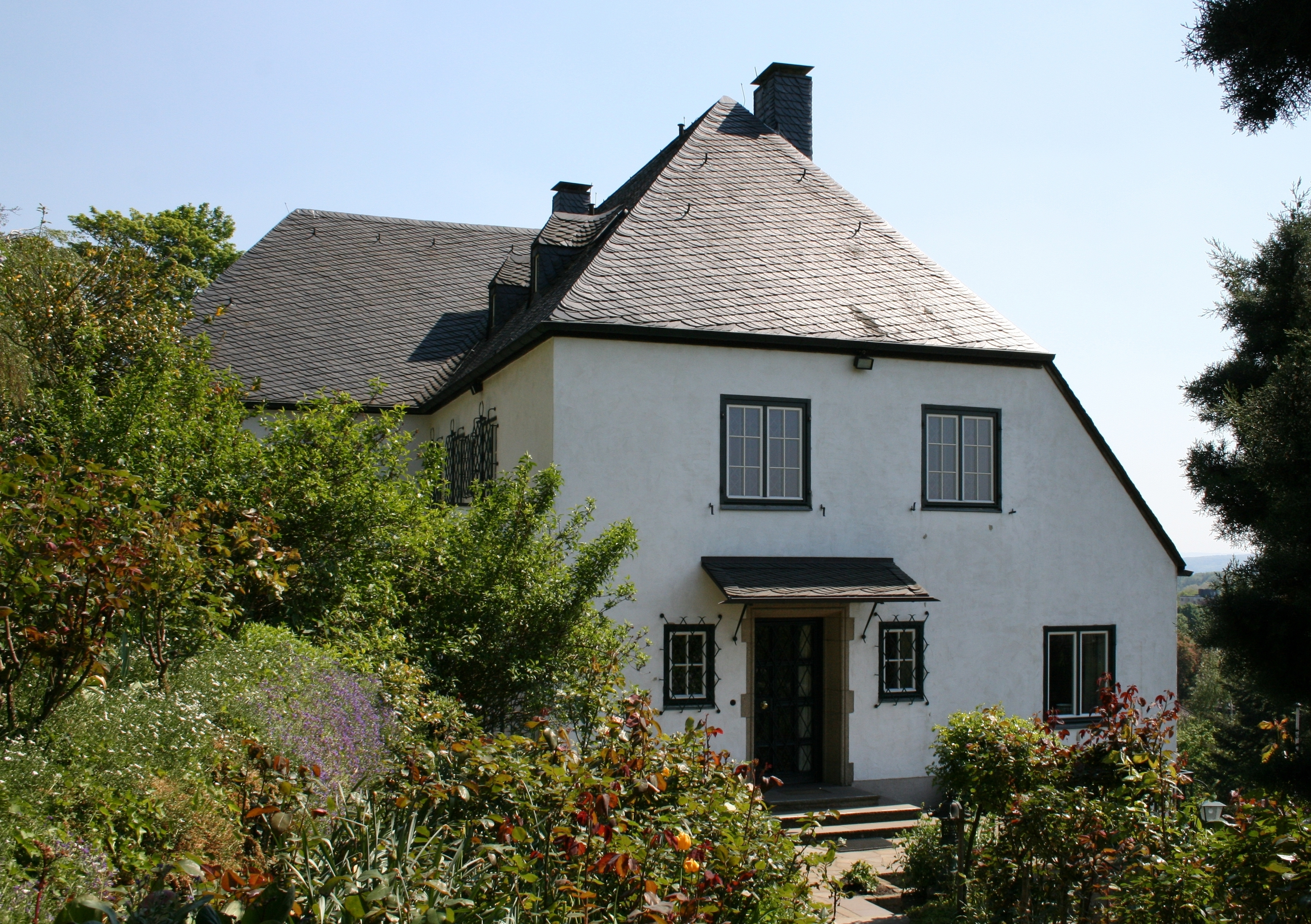
Adenauers Wohnhaus

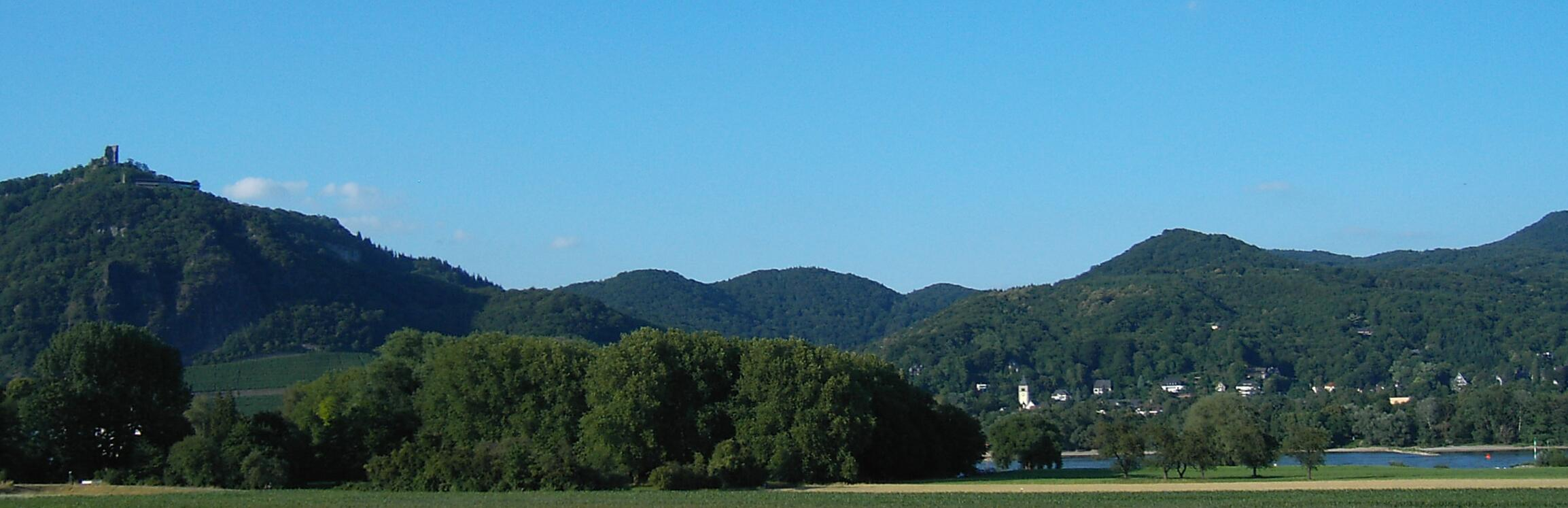
Das Siebengebirge bei Rhöndorf

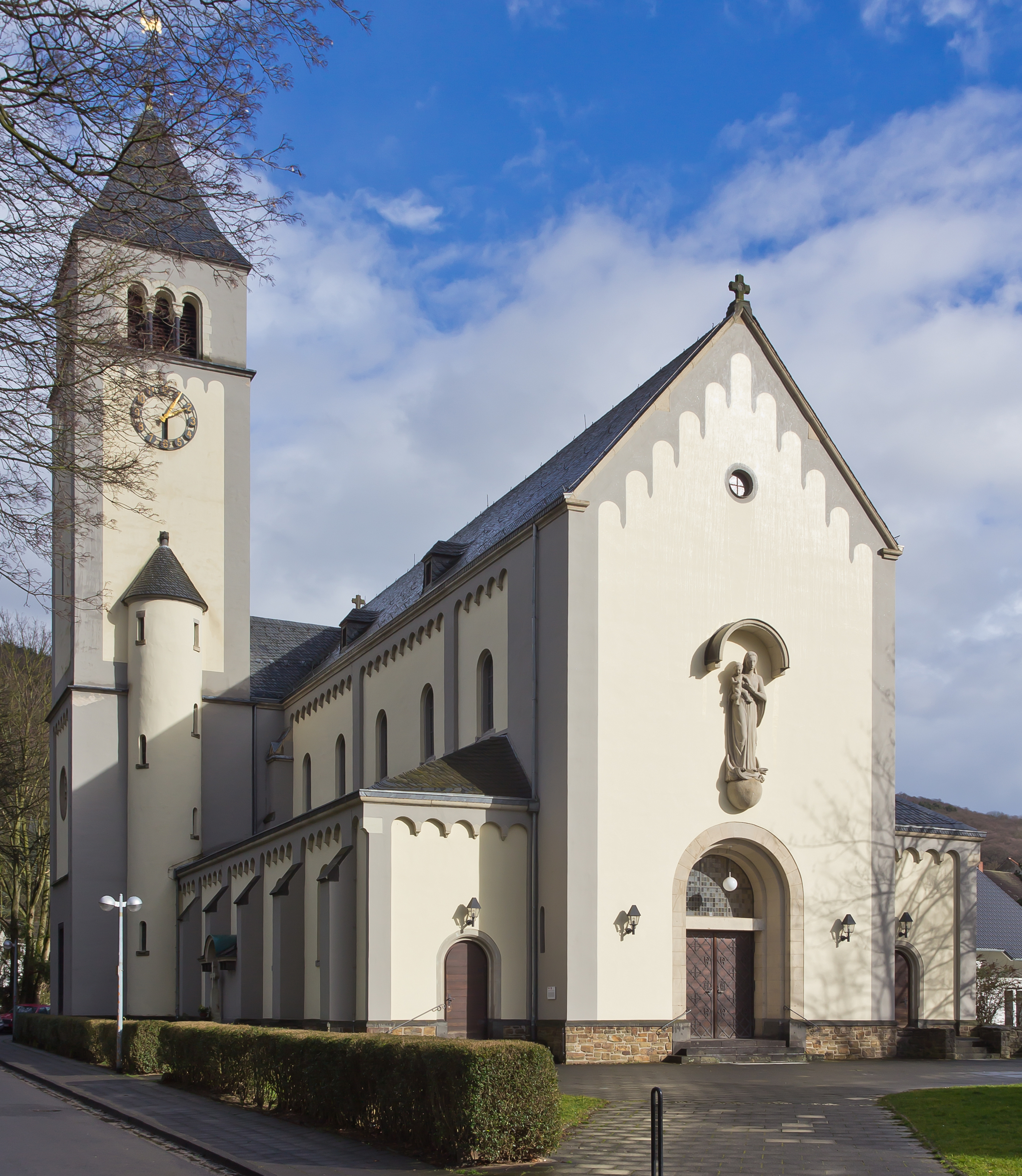
St. Mariä Heimsuchung

Rhöndorf ist ein Stadtteil von Bad Honnef im nordrhein-westfälischen Rhein-Sieg-Kreis und liegt am Fuße des Siebengebirges. Am 19. Juni 2020 hatte der Stadtteil 2367 Einwohner.
Bekannt wurde Rhöndorf seit den 1950er-Jahren als Wohnsitz Konrad Adenauers, des ersten Bundeskanzlers der Bundesrepublik Deutschland. Es ist einer der nördlichsten Weinorte am Rhein mit langer Tradition.

## Geographie
Rhöndorf liegt am westlichen Rand des Naturschutzgebiets und Naturparks Siebengebirge und am nördlichen Abschluss der Honnefer Talweitung des Mittelrheins. Auf der linken Rheinseite gegenüber von Rhöndorf liegt der Bonner Ortsteil Mehlem. Die Nordspitze der Rheininsel Nonnenwerth reicht bis auf Höhe des südlichen Ortsbereichs heran.
Der Stadtteil erstreckt sich auf einem vom Rheinufer im Westen nach Osten zum Siebengebirge hin ansteigenden Gelände bis ins Rhöndorfer Tal hinein, das vom Fonsbach gesäumt wird und zur Löwenburg hinaufführt. Das Ortszentrum am Ziepchensplatz liegt auf 65 m ü. NHN und damit gut 10 m über der Höhe am Rheinufer. Oberhalb von Rhöndorf erheben sich im Norden der Drachenfels und im Osten der Knelingshardt mit seiner südlichen Nachbaranhöhe, dem Beierscheid. Am Drachenfels verengt sich im Nordwesten Rhöndorfs das Rheintal, das an dieser Stelle nur noch zwei Bahnstrecken und zwei Straßenverbindungen Platz lässt. Der felsige Berg setzt sich dort im Rhein zwischen Rhöndorf und Königswinter als Drachenfelsgrund fort, der für die Rheinschiffahrt eine Untiefe darstellt. Im Süden geht Rhöndorf nahtlos in den Bad Honnefer Zentrumsbereich sowie bei den erhöht gelegenen Gebieten in den Ortsteil Rommersdorf über.
In den Rhein erstrecken sich bei Rhöndorf seit 1861/62 im Abstand von rund 200 m elf, ursprünglich dreizehn Buhnen, die eine Länge von 100–150 m haben und dem Uferschutz dienen.

## Geschichte
Die Siedlungsanfänge Roonthorps (970) im Auelgau liegen wohl in fränkischer Zeit. Der Ortsname wird als „Rheindorf“ gedeutet. 1102 wurde Rhöndorf „Villa“ genannt. Zahlreiche Klöster, aber auch der Adel hatten hier Weingüter und Weinberge. Die frühesten Erwähnungen finden sich im Jahr 1240, als die Abtei Steinfeld in der Eifel und 1257 die Abtei Meer bei Neuss in den Besitz von Weinbergen zu Rhöndorf gekommen waren. Von 1555 bis zur Auflösung des Herzogtums Berg im Jahre 1806 war Rhöndorf eine Honschaft im Kirchspiel Honnef, zu der auch der Löwenburger Hof gehörte und unterstand der Verwaltung des bergischen Amtes Löwenburg. Dem Pfälzischen Erbfolgekrieg musste Rhöndorf 1689 einen Großteil seiner historischen Bebauung opfern, jedoch nicht das Haus im Turm.

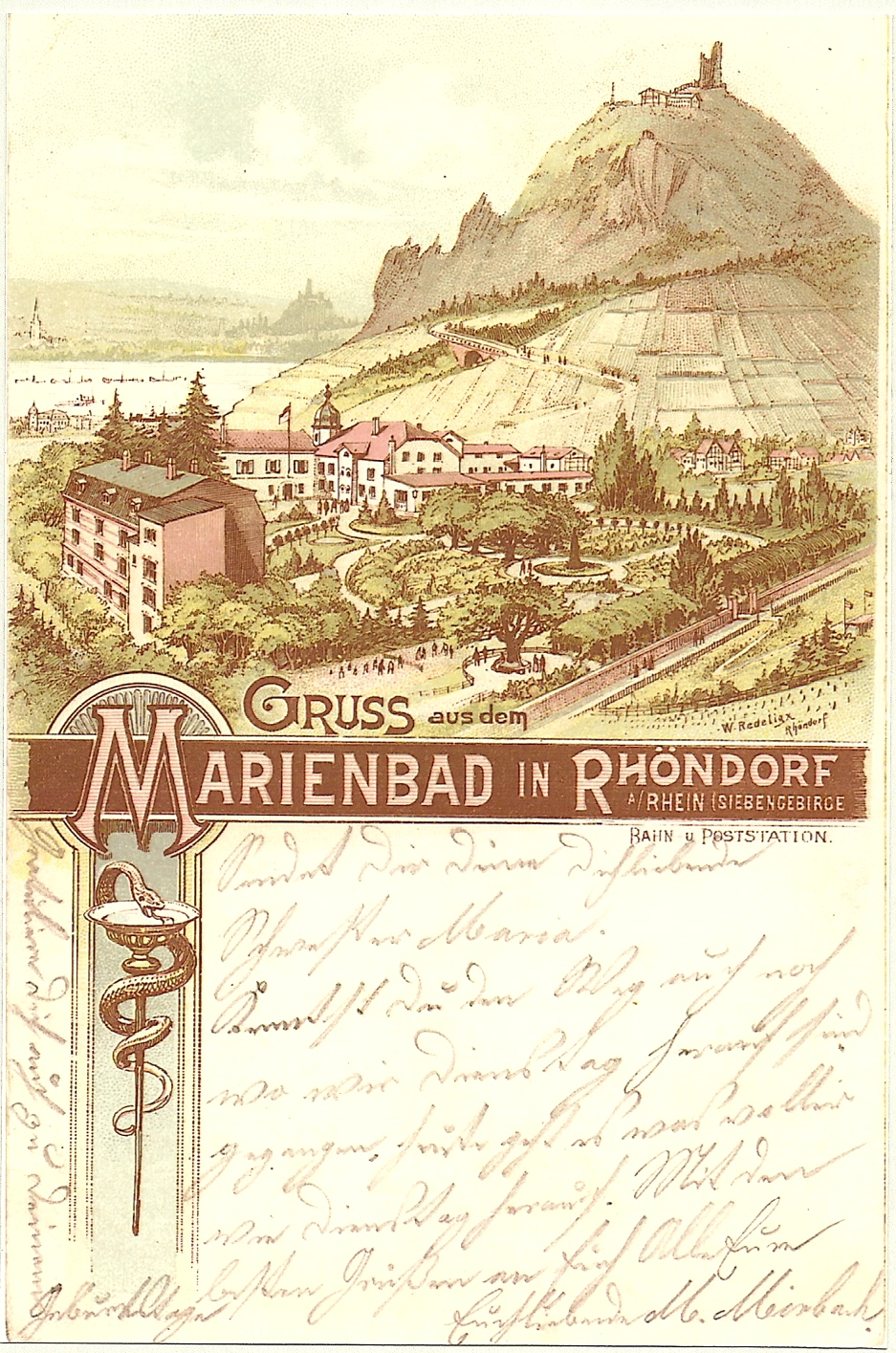
Die „Euteneuersche Anstalt“, eine „Wasserheilanstalt“ in Rhöndorf, um 1898 – links das spätere Mütterkurheim/„Haus St. Hedwig“

Eine wichtige Erwerbsquelle war wie im gesamten Honnefer Talbereich der Weinbau. 1678 verzeichnete die Honschaft 52 Hofstätten sowie 109 Morgen Weingärten, der Anteil der Weinbau- an der gesamten Landwirtschaftsfläche war mit 55 % der zweithöchste unter den Honschaften Honnefs. 1746 wurden in Rhöndorf bei einer sogenannten „Kellervisitation“ 36 steuerpflichtige Winzerhöfe aufgesucht, wobei der festgestellte Rotwein-Anteil mit 335 Ohm bei 80 % lag – der mit Abstand höchste im Kirchspiel Honnef. Der Nordteil von Rhöndorf – die Grenze markierte der Fonsbach – gehörte zum Zehntbezirk des Stifts Vilich, an das ein Teil der Weinerträge abgeliefert werden musste. Das nach 1853 als Schulgebäude dienende ehemalige Weingut der Abtei Deutz wurde 1883 abgerissen und auf dem Gelände bis 1884 ein Neubau der Schule in Backstein errichtet. In postalischer Hinsicht gehörte Rhöndorf, auch nach Einrichtung einer eigenen Postagentur 1879, zum Bezirk des Postamts Königswinter. Der Drogist Max Riese erfand im Jahre 1904 in Rhöndorf die Penaten-Creme. Zu den bedeutendsten Hotelbetrieben des Ortes gehörte in dieser Zeit das Hotel Wolkenburg. Von 1943 bis 1945 war Rhöndorf (Villa Merkens) übergangsweiser Sitz des zuvor in Köln beheimateten schweizerischen Generalkonsulats unter Leitung von Franz-Rudolf von Weiss.
Ab September 1948 wurde in Rhöndorf die SPD-Fraktion des in Bonn tagenden Parlamentarischen Rates untergebracht (Hotel Drachenfelser Hof). In die deutsche Geschichte eingegangen ist die sogenannte Rhöndorfer Konferenz am 21. August 1949, zu der Konrad Adenauer eingeladen hatte, um die Regierungsbildung nach der ersten Bundestagswahl zu besprechen. Zwischen August 1949 und Mai 1950 war das Rhöndorfer Park Hotel Drachenfels, das 90 Betten umfasste, zur Unterbringung von Mitgliedern der amerikanischen Hochkommission beschlagnahmt und war für diesen Zweck umgebaut worden. Um 1957 befand sich in Rhöndorf auch die Gesandtschaft von Nicaragua (→ Liste der diplomatischen Vertretungen). 1957/58 wurde das Ortsbild durch den Bau der Bundesstraße 42 verändert und dabei der alte Bahnhof (ein Backstein- und Fachwerkbau) sowie die Rhöndorfer Mühle abgerissen. Ab 1963 war das ehemalige Kurhaus Drachenfels, vor dem Zweiten Weltkrieg bekanntes Café und Veranstaltungsort, Sitz des Deutsch-Französischen Jugendwerks (DFJW) – zunächst als Mietobjekt und später im Eigentum des DFJW. Nach dem Umzug des Jugendwerks nach Berlin Ende 2000 stand das Gebäude leer, bis 2007 der Abriss erfolgte. 2008 wurde das weithin bekannte, am Rheinufer liegende ehemalige Hotel Bellevue geschlossen und anschließend in ein Wohngebäude umgebaut.
1970 hatte Rhöndorf nach den Ergebnissen einer Volkszählung 1814 Einwohner, am 1. Januar 2014 zählte die Stadtverwaltung (inkl. Nebenwohnsitzen) 2327 Einwohner.
Infolge eines Blockschlages (Steinschlag) am 4. Januar 2011 wurden beliebte Spazierwege durch die Rhöndorfer Weinberge unterhalb des Drachenfels von der Stadtverwaltung gesperrt. Ein Betretungsverbot für Arbeiter behinderte im Juli 2013 die Bewirtschaftung der Weinberge. Verschiedene Protestmaßnahmen durch den Weinbauverband Siebengebirge, die Bürgerschaft und den Bürger- und Ortsverein Rhöndorf führte am 20. Dezember 2013 in Düsseldorf zu einem Finanzierungskompromiss verschiedener Geldgeber für einen Steinschlagschutzzaun, der sowohl das Arbeiten als auch das Wandern in den Weinbergen wieder gefahrlos ermöglichen soll. Er wurde im Zeitraum August bis November 2014 errichtet und kostete etwa 1,5 Millionen Euro.

### Einwohnerentwicklung
| Jahr | Einwohner |
| ---- | --------- |
| 1816 | 387       |
| 1843 | 507       |
| 1871 | 433       |
| 1905 | 628       |

## Sehenswürdigkeiten

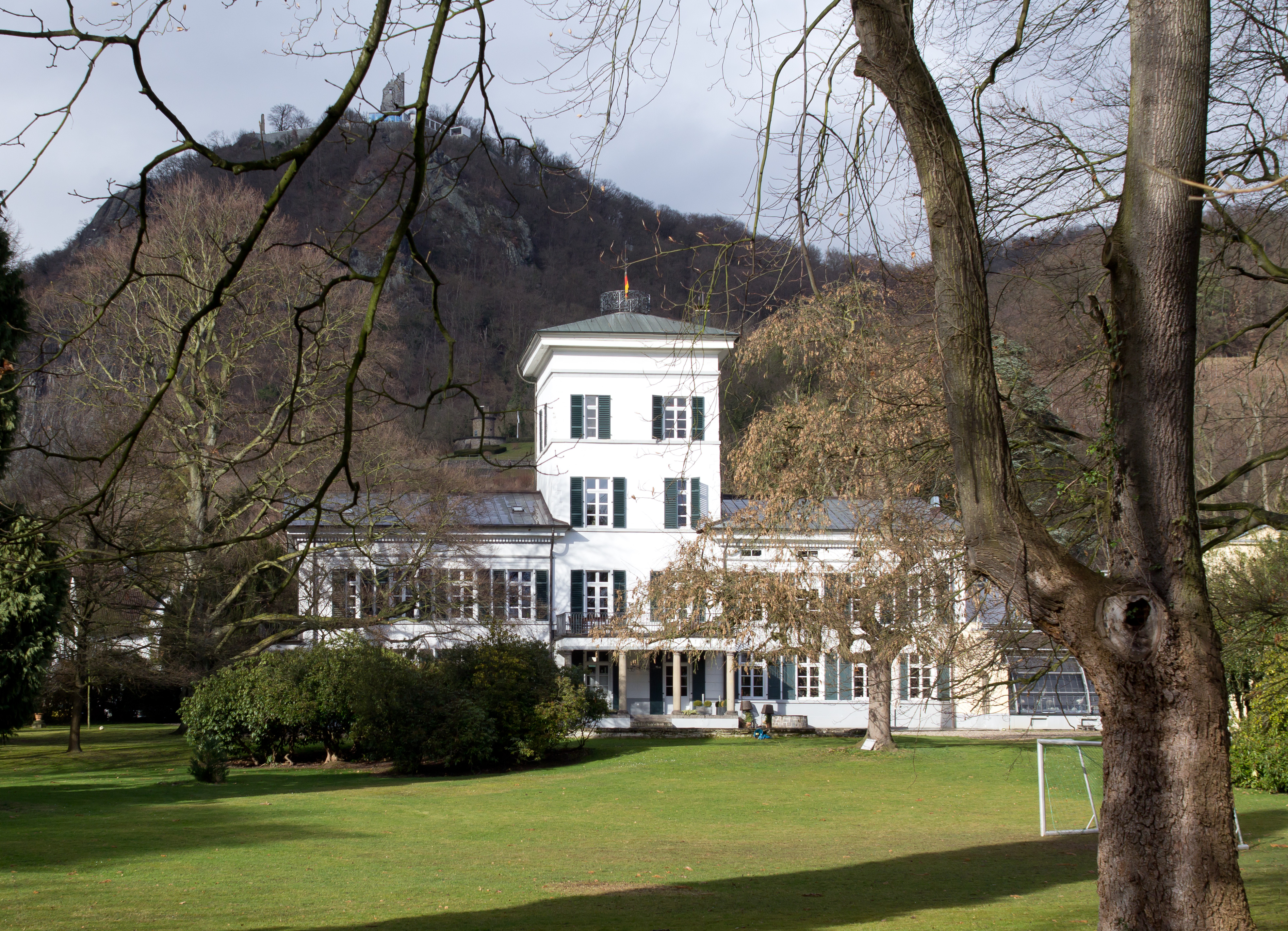
Haus im Turm (2014)

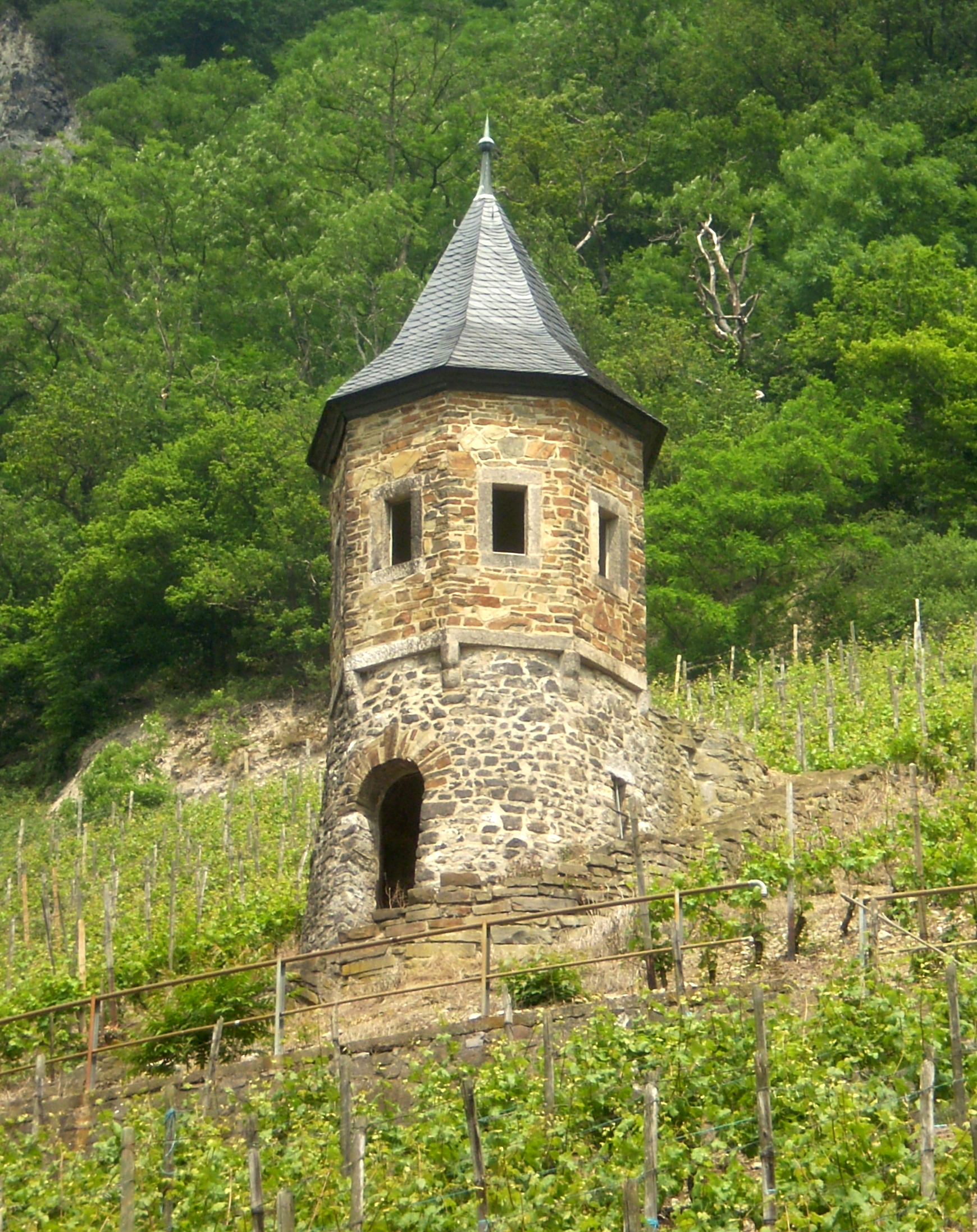
Wachhäuschen in den Rhöndorfer Weinbergen („Duffes“)

Nördlich von Rhöndorf erhebt sich der 321 m ü. NN hohe, markant gelegene Drachenfels, der das Zentrum des Tourismus im Siebengebirge darstellt. Am Westhang des Berges in Rhöndorf und Königswinter wird seit mehreren Jahrzehnten wieder Weinbau betrieben. Die Rebflächen der Weinlage Rhöndorfer Drachenfels zählen im Bestimmten Anbaugebiet Mittelrhein zum Bereich Siebengebirge und zur Großlage Petersberg. Einziger verbliebener Winzerbetrieb des Ortes ist das Weingut Broel. In den Weinbergen am Aufstieg zum Drachenfels befindet sich das 1925 errichtete Ulanendenkmal sowie das Duffes, ein ehemaliges Wachhäuschen zum Schutz der Weintrauben. Die Weinberge liegen unterhalb des sog. Siegfriedfelsen, von dem 1984 und 2011 Steinschläge ausgelöst wurden, aufgrund derer zwei Weinbergswege derzeit gesperrt sind.
Sehenswert ist neben den Weinbergen auch das Rhöndorfer Kapellchen, das von 1714 bis 1716 an der Stelle des im Jahre 1689 durch die Truppen des französischen Königs Ludwig XIV. zerstörten Kapellchens erbaut wurde. 1905 wurde die Kapelle Zur Heimsuchung Mariens als Rhöndorfer Pfarrkirche durch die ab 1903 erbaute neuromanische Kirche St. Mariä Heimsuchung ersetzt. Im Ortszentrum von Rhöndorf befindet sich der Ziepchen, ein Brunnen, an dem von 1844 bis 1949 die Drachenfelsquelle an die Oberfläche trat. Der Ziepchen war früher die bedeutendste Wasserzapfstelle in Rhöndorf und diente auch als Löschwasserteich. Am Rand des Ziepchensplatzes steht der 1959 nach einem Entwurf des Architekten Fritz August Breuhaus de Groot entworfene Musikpavillon. Daneben liegt der vom Bürger- und Ortsverein Rhöndorf angelegte Lehrweinberg, der von diesem in Eigenregie bewirtschaft wird. Vor diesem stehen Rosen aus dem Garten Konrad Adenauers.
Des Weiteren ist das Adenauer-Wohnhaus mit dem berühmten Rosengarten zu besichtigen. Adenauers Grab befindet sich auf dem Rhöndorfer Waldfriedhof, der Anfang der 1920er-Jahre vom Bildhauer Karl Menser (1872–1929) angelegt wurde.
Ein Gebäude, das die Zerstörung Rhöndorfs 1689 durch die Franzosen überdauerte, ist das Haus der Richter des Amtes Löwenburg, das sogenannte Haus im Turm (auch „Villa Merkens“). Es wurde um 1830 in eine klassizistische Villa umgebaut und erweitert.
Seit 2014 gibt es KAT_A („Kunst am Turm Andra“) im Haus Hedwig, wo die Sammlerin Andra Lauffs-Wegner in wechselnden Ausstellungen Teile ihrer Sammlung zeitgenössischer Kunst und Kunst des 20. Jahrhunderts zeigt.

## Organisationen
Rhöndorf ist Sitz der Stiftung Bundeskanzler-Adenauer-Haus. Die im November 1978 ins Leben gerufene selbständige und bundesunmittelbare Stiftung des öffentlichen Rechts geht auf eine Schenkung der sieben lebenden Kinder Konrad Adenauers aus seinem Sterbejahr 1967 zurück, die Haus, Garten und den persönlichen Nachlass des ersten Bundeskanzlers der Bundesrepublik Deutschland vermachten.
Ferner ist Rhöndorf Sitz der Katholischen Landjugendbewegung Deutschlands und der Katholischen Landvolkbewegung. Es war ebenfalls deutscher Sitz des 1963 gegründeten Deutsch-Französischen Jugendwerks, bis dieses Ende 2000 nach Paris und Berlin verlegt wurde.
Im Frankenweg befindet sich das „Haus Rheinfrieden“ mit dem „Nell-Breuning-Berufskolleg“ für Wirtschaft und Verwaltung für Körperbehinderte.

## Verkehr

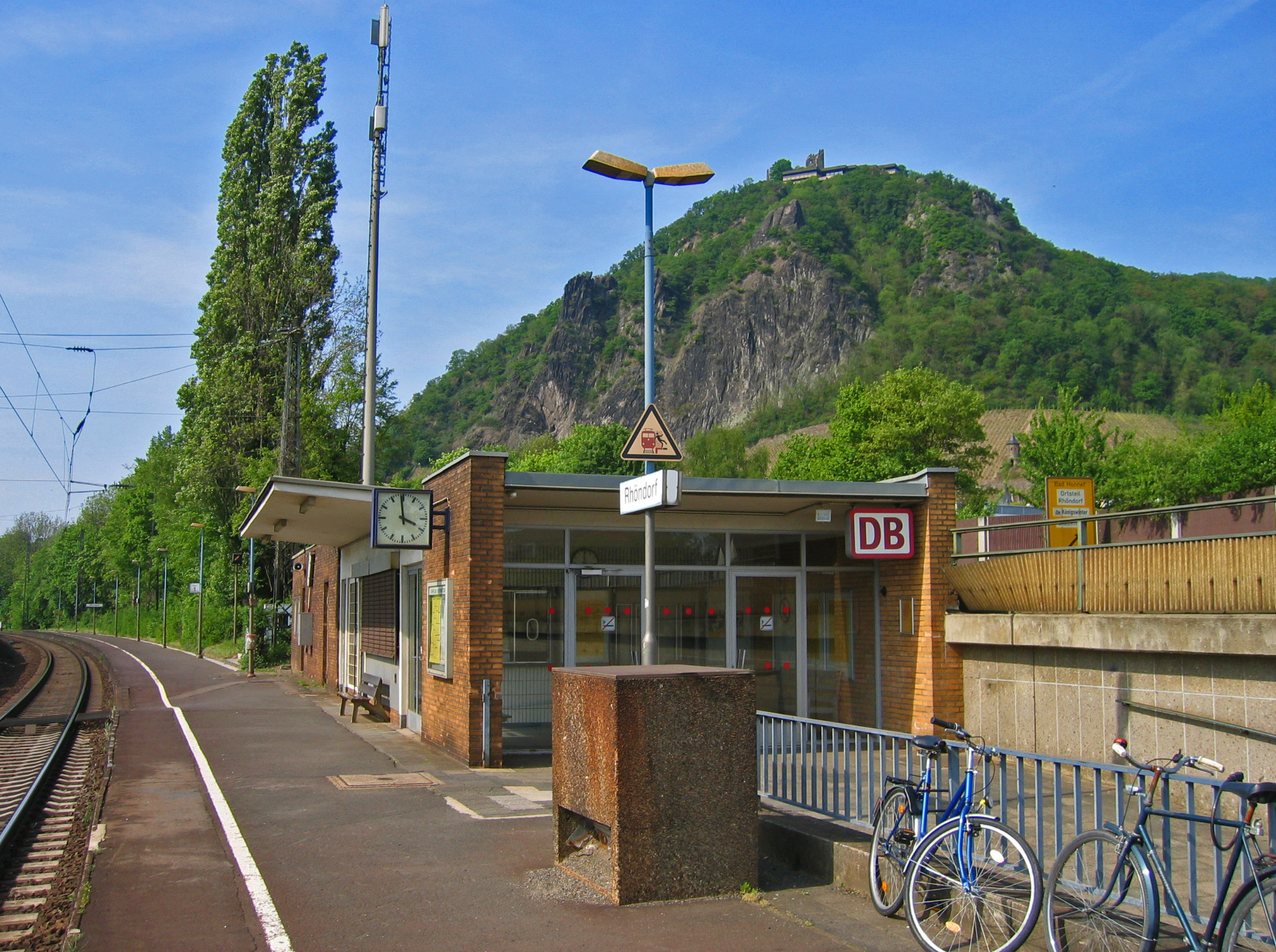
Bahnhof Rhöndorf (2007)

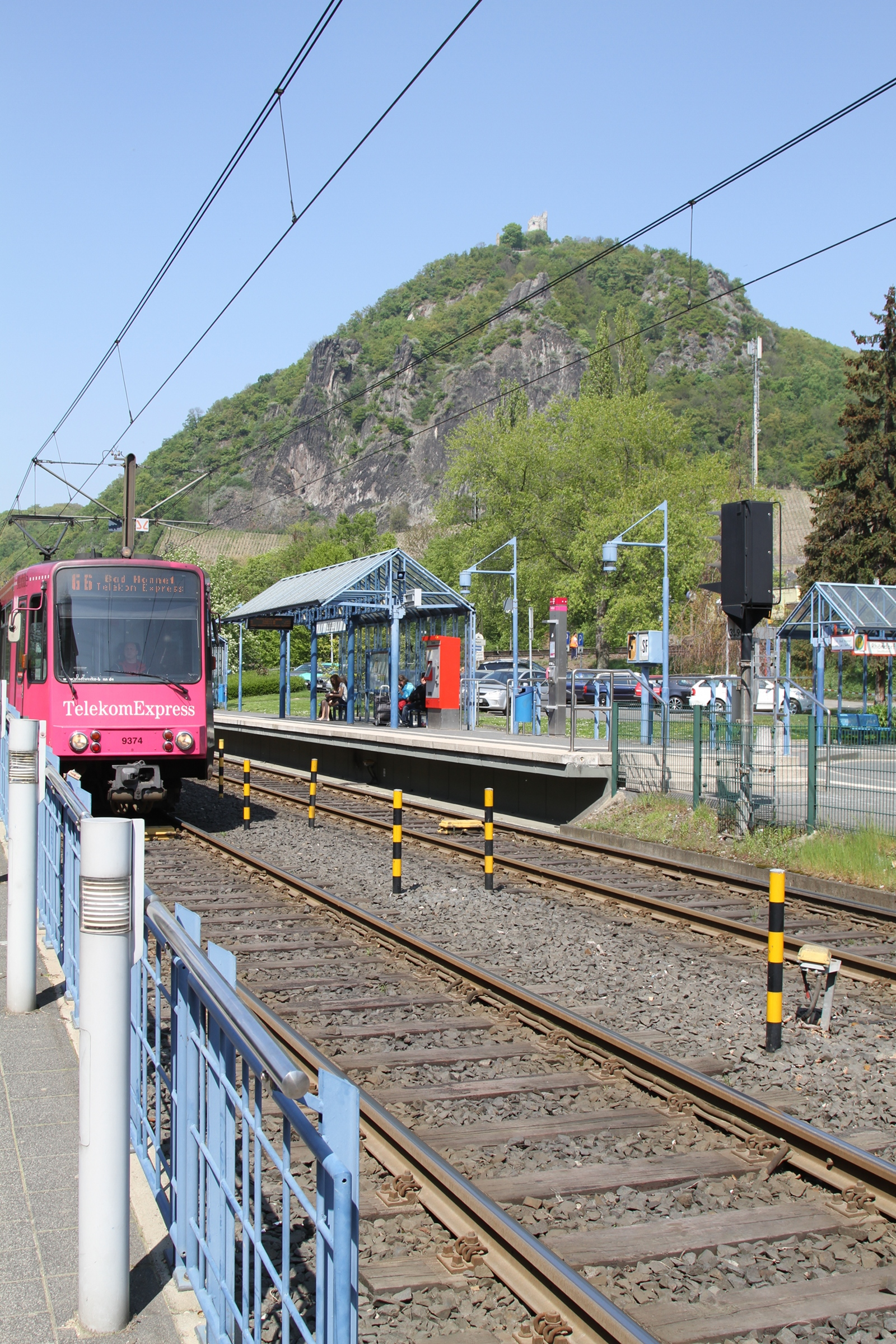
Stadtbahn-Haltestelle Rhöndorf

Rhöndorf liegt direkt an der in den 1950er-Jahren erbauten vierspurigen Bundesstraße 42 und hat dort eine Anschlussstelle.
Am Rheinort und unmittelbar neben der Bundesstraße 42 liegt der DB-Bahnhof Rhöndorf an der rechten Rheinstrecke. Hier fahren der RegionalExpress 8 („Rhein-Erft-Express“) und die Regionalbahn 27 („Rhein-Erft-Bahn“) auf der Strecke Mönchengladbach–Köln–Troisdorf–Bonn-Beuel–Koblenz.
Rhöndorf ist durch die Siebengebirgsbahn (Stadtbahnlinie 66) der SSB mit Königswinter, Bonn sowie Sankt Augustin und Siegburg verbunden. Die Haltestelle liegt zwischen DB-Bahnhof und Rhein.

## Persönlichkeiten
- Max Riese (1886–1943), Erfinder der Penaten-Creme, wohnte, arbeitete und verstarb in Rhöndorf.
- Konrad Adenauer (1876–1967), Politiker (CDU), erster Bundeskanzler der Bundesrepublik Deutschland, wohnte in Rhöndorf von 1935 bis 1967.
- Jakob Thiesen (1884–1914), Landschafts- und Porträtmaler der Düsseldorfer Schule.
- Franz-Rudolf von Weiss (1885–1960), Schweizer Diplomat, lebte 1945 einige Monate in der Villa Merkens.
- Auguste Adenauer (1895–1948), zweite Ehefrau von Konrad Adenauer, wohnte in Rhöndorf von 1935 bis 1948.
- Lauritz Lauritzen (1910–1980), Politiker (SPD), wohnte in Rhöndorf.
- Peter Scholl-Latour (1924–2014), Journalist und Buchautor, wohnte in Rhöndorf.
- Peter Kohlgraf (* 1967), Bischof von Mainz, war Subsidiar in Rhöndorf und wohnte im Pfarrhaus.
- Andra Lauffs-Wegner (* 1954), Kunstsammlerin, wohnt in Rhöndorf.
- Pia Frankenberg (* 1957), Filmregisseurin, Filmproduzentin und Buch-Autorin, verbrachte ihre Kindheit in Rhöndorf.